# Li Cunxu
Li Cunxu (chiń. 李存勗; pinyin Lǐ Cúnxù), cesarz Zhuangzong (chiń. upr. 庄宗; chiń. trad. 莊宗; pinyin Zhuāngzōng) późniejszej dynastii Tang
Urodzony w 885, był królem państewka Jin (晋), które zostało stworzone na terenach chińskich przez tureckie plemiona Shatuo. Państwo odziedziczył po swoim ojcu Li Keyongu, który prowadził wojny z Późniejszą dynastią Liang. Li Cunxu kontynuował dzieło ojca podbijając terytoria wroga, którego ostatecznie pokonał w 923 i ogłosił powstanie późniejszej dynastii Tang, która miała być restauracją dynastii Tang. Dla podkreślenia kontynuacji przeniósł stolicę do Luoyangu (dawnej wschodniej stolicy Tangów), i koronował się jako cesarz pod imieniem Zhuangzong. 
Trzy lata po pokonaniu Późniejszej Liang zginął w czasie buntu wojska wywołanego przez oficerów. Rządy po nim objął po nim przyrodni brat Li Siyuan.